# Quelea
Quelea es un género de aves paseriformes de la familia Ploceidae. Agrupa a tres especies originarias del África subsahariana.

## Especies
Se reconocen las siguientes especies:

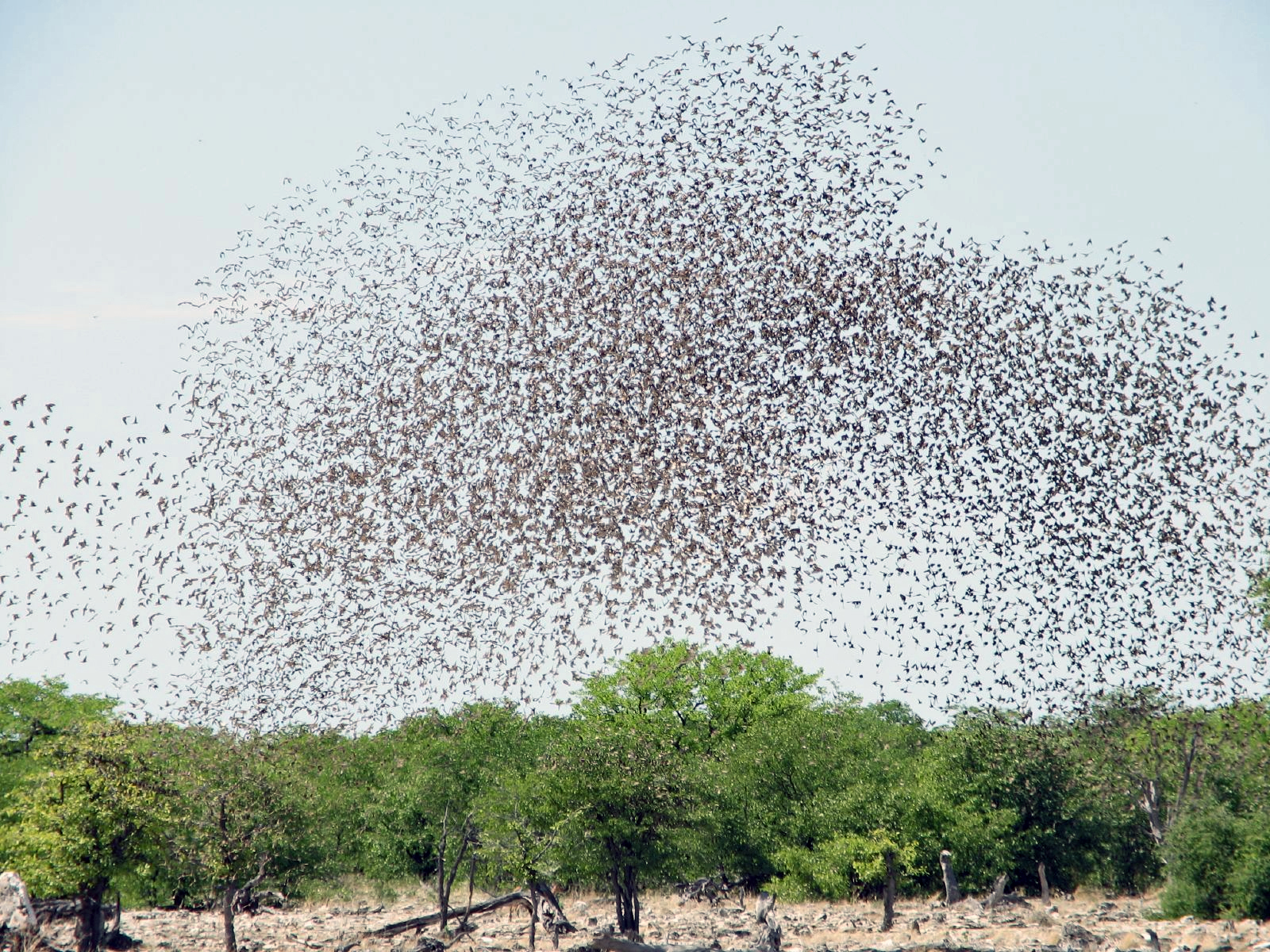
Bandada de Quelea quelea.

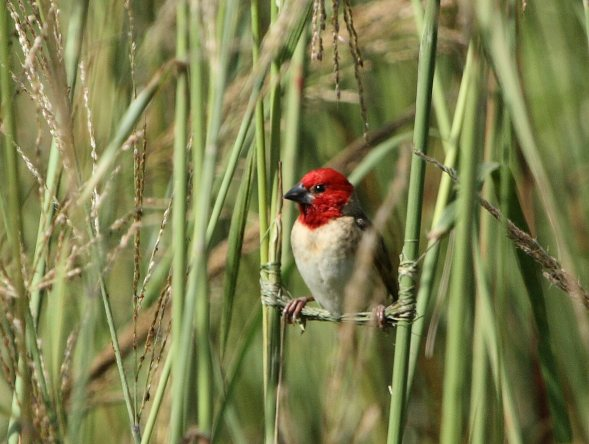
Quelea erythrops (macho) construyendo su nido en Sudáfrica.

- Quelea cardinalis (Hartlaub, 1880)
- Quelea erythrops (Hartlaub, 1848)
- Quelea quelea (Linnaeus, 1758)